# Kurt Garschal
Kurt Garschal (* 11. Juni 1941 in Wien) ist ein ehemaliger österreichischer Radrennfahrer und nationaler Meister im Radsport.

## Sportliche Laufbahn
Garschal startete bei den Olympischen Sommerspielen 1960 in Rom. Dort war er im Bahnradsport am Start. Er bestritt mit dem Bahnvierer die Mannschaftsverfolgung. Der Vierer aus Österreich mit Günther Kriz, Peter Deimböck, Kurt Garschal und Kurt Schein schied in der Qualifikation aus. 
Im Bahnradsport wurde er 1960 nationaler Meister im Sprint.

## Familiäres
Sein Bruder Walter Garschal war ebenfalls Radrennfahrer.